# کیمبرلی پیرس
کیمبرلی پیرس (انگلیسی: Kimberly Peirce؛ زادهٔ ۸ سپتامبر ۱۹۶۷) کارگردان، فیلم‌نامه‌نویس و تهیه‌کننده اهل ایالات متحده آمریکا است. وی از سال ۱۹۹۴ میلادی تاکنون مشغول فعالیت بوده‌است. پیرس به صورت آشکارا لزبین است.